# Tour della nazionale maschile di rugby a 15 della Scozia 2000
Tra le due edizioni del 1999 e del 2003 della coppa del mondo di rugby, la nazionale di rugby XV della Scozia si è recata più volte in tour oltremare.
Nel 2000 si reca in Nuova Zelanda, per una serie di 7 partite, tra cui spiccano i due test, persi in modo abbastanza netto.
| Whangarei 9 giugno 2000 | Vikings XV | 42 – 16 | Scozia XV |  |

| Gisborne 13 giugno 2000 | East Coast & Poverty Bay | 10 – 51 | Scozia XV |  |

| New Plymouth 17 giugno 2000 | New Zealand Māori | 18 – 15 | Scozia XV |  |

| Nelson 20 giugno 2000 | Nelson Bays | 25 – 25 | Scozia XV |  |

| Dunedin 24 giugno 2000 | Nuova Zelanda | 69 – 20 | Scozia | Carisbrook |

| Napier 27 giugno 2000 | Hawke's Bay | 7 – 24 | Scozia XV |  |

| Auckland 1º luglio 2000 | Nuova Zelanda | 48 – 14 | Scozia | Eden Park |